# Gonomyia (Leiponeura) subramifera
Gonomyia (Leiponeura) subramifera is een tweevleugelige uit de familie steltmuggen (Limoniidae). De soort komt voor in het Australaziatisch gebied.